# Giro di Romandia 2015
Il Giro di Romandia 2015, sessantanovesima edizione della corsa, valido come quattordicesima prova dell'UCI World Tour 2015, si svolse in sei tappe dal 28 aprile al 3 maggio 2015 e fu vinto dal giovane ciclista russo Il'nur Zakarin del Team Katusha. Il suo compagno di squadra Simon Špilak giunse secondo, mentre si piazzò terzo Chris Froome, già vincitore delle due edizioni precedenti. Il vincitore del maggior numero di tappe fu Michael Albasini con due successi consecutivi nella seconda e nella terza frazione. Il Team Katusha conquistò anche la classifica dedicata alle squadre e quelle sprint, punti e scalatori con Maksim Bel'kov.

## Tappe
| Tappa  | Data      | Percorso                                    | km    | Vincitore di tappa | Leader cl. generale |
| ------ | --------- | ------------------------------------------- | ----- | ------------------ | ------------------- |
| 1ª     | 28 aprile | Vallée de Joux > Juraparc (cron. a squadre) | 19    | Team Sky           | Geraint Thomas      |
| 2ª     | 29 aprile | Apples > Saint-Imier                        | 168,1 | Michael Albasini   | Michael Albasini    |
| 3ª     | 30 aprile | Moutier > Porrentruy                        | 172,5 | Michael Albasini   | Michael Albasini    |
| 4ª     | 1 maggio  | La Neuveville > Friburgo                    | 169,8 | Stefan Küng        | Michael Albasini    |
| 5ª     | 2 maggio  | Friburgo > Champex-Lac                      | 173,1 | Thibaut Pinot      | Il'nur Zakarin      |
| 6ª     | 3 maggio  | Losanna > Losanna (cron. individuale)       | 18,5  | Tony Martin        | Il'nur Zakarin      |
| Totale | Totale    | Totale                                      | 711,7 |                    |                     |

## Squadre partecipanti
Hanno preso parte alla corsa 18 squadre: oltre alle 17 squadre del UCI World Tour, come di diritto e d'obbligo, su invito dell'organizzazione ha preso il via anche il Team Professional Continental dell'Europcar.
| N.    | Cod. | Squadra             |
| ----- | ---- | ------------------- |
| 1-8   | SKY  | Team Sky            |
| 11-18 | EQS  | Etixx-Quick Step    |
| 21-28 | MOV  | Movistar Team       |
| 31-38 | KAT  | Team Katusha        |
| 41-48 | ALM  | AG2R La Mondiale    |
| 51-58 | BMC  | BMC Racing Team     |
| 61-68 | TCS  | Tinkoff-Saxo        |
| 71-78 | TFR  | Trek Factory Racing |
| 81-88 | OGE  | Orica-GreenEDGE     |

| N.      | Cod. | Squadra                |
| ------- | ---- | ---------------------- |
| 91-98   | TCG  | Team Cannondale-Garmin |
| 101-108 | TGA  | Team Giant-Alpecin     |
| 111-118 | LAM  | Lampre-Merida          |
| 121-128 | TLJ  | Team Lotto NL-Jumbo    |
| 131-138 | FDJ  | FDJ                    |
| 141-148 | LTS  | Lotto-Soudal           |
| 151-158 | AST  | Astana Pro Team        |
| 161-168 | EUC  | Team Europcar          |
| 171-178 | IAM  | IAM Cycling            |

## Dettagli delle tappe

### 1ª tappa
- 28 aprile: Vallée de Joux > Juraparc – Cronometro a squadre – 19 km

Risultati
| Pos. | Squadra       | Tempo  |
| ---- | ------------- | ------ |
| 1    | Team Sky      | 21'19" |
| 2    | Orica-GreenE. | s.t.   |
| 3    | Team Katusha  | a 5"   |

| Pos. | Corridore      | Squadra  | Tempo  |
| ---- | -------------- | -------- | ------ |
| 1    | Geraint Thomas | Team Sky | 21'19" |
| 2    | Elia Viviani   | Team Sky | s.t    |
| 3    | Ian Stannard   | Team Sky | s.t.   |

### 2ª tappa
- 29 aprile: Apples > Saint-Imier - 168,1 km

Risultati
| Pos. | Corridore          | Squadra       | Tempo    |
| ---- | ------------------ | ------------- | -------- |
| 1    | Michael Albasini   | Orica-GreenE. | 4h21'43" |
| 2    | Jarlinson Pantano  | IAM Cycling   | s.t.     |
| 3    | Julian Alaphilippe | Etixx         | s.t.     |

| Pos. | Corridore        | Squadra       | Tempo    |
| ---- | ---------------- | ------------- | -------- |
| 1    | Michael Albasini | Orica-GreenE. | 4h42'52" |
| 2    | Ivan Santaromita | Orica-GreenE. | a 10"    |
| 3    | Chris Froome     | Team Sky      | s.t.     |

### 3ª tappa
- 30 aprile: Moutier > Porrentruy - 172,5 km

Risultati
| Pos. | Corridore          | Squadra       | Tempo    |
| ---- | ------------------ | ------------- | -------- |
| 1    | Michael Albasini   | Orica-GreenE. | 4h14'56" |
| 2\|  | Julian Alaphilippe | Etixx         | s.t.     |
| 3    | Damiano Caruso     | BMC Racing    | s.t.     |

| Pos. | Corridore        | Squadra       | Tempo    |
| ---- | ---------------- | ------------- | -------- |
| 1    | Michael Albasini | Orica-GreenE. | 8h57'38" |
| 2    | Ivan Santaromita | Orica-GreenE. | a 20"    |
| 3    | Chris Froome     | Team Sky      | s.t.     |

### 4ª tappa
- 1 maggio: La Neuveville > Friburgo – 169,8 km

Risultati
| Pos. | Corridore         | Squadra    | Tempo    |
| ---- | ----------------- | ---------- | -------- |
| 1    | Stefan Küng       | BMC Racing | 4h35'10" |
| 2    | Jan Bakelants     | AG2R La M. | 38"      |
| 3    | Bert-Jan Lindeman | Lotto NL   | 39"      |

| Pos. | Corridore        | Squadra       | Tempo     |
| ---- | ---------------- | ------------- | --------- |
| 1    | Michael Albasini | Orica-GreenE. | 13h33'40" |
| 2    | Ivan Santaromita | Orica-GreenE. | a 20"     |
| 3    | Chris Froome     | Team Sky      | s.t.      |

### 5ª tappa
- 2 maggio: Friburgo > Champex-Lac – 162,7 km

Risultati
| Pos. | Corridore      | Squadra    | Tempo    |
| ---- | -------------- | ---------- | -------- |
| 1    | Thibaut Pinot  | FDJ        | 4h38'54" |
| 2    | Il'nur Zakarin | Katusha    | a 7"     |
| 3    | Romain Bardet  | AG2R La M. | a 20"    |

| Pos. | Corridore      | Squadra  | Tempo     |
| ---- | -------------- | -------- | --------- |
| 1    | Il'nur Zakarin | Katusha  | 18h13'00" |
| 2    | Thibaut Pinot  | FDJ      | a 6"      |
| 3    | Chris Froome   | Team Sky | a 14"     |

### 6ª tappa
- 3 maggio: Losanna > Losanna – Cronometro individuale – 18,5 km

Risultati
| Pos. | Corridore      | Squadra | Tempo  |
| ---- | -------------- | ------- | ------ |
| 1    | Tony Martin    | Etixx   | 23'18" |
| 2    | Simon Špilak   | Katusha | a 11"  |
| 3    | Il'nur Zakarin | Katusha | a 13"  |

| Pos. | Corridore      | Squadra  | Tempo     |
| ---- | -------------- | -------- | --------- |
| 1    | Il'nur Zakarin | Katusha  | 18h36'30" |
| 2    | Simon Špilak   | Katusha  | a 17"     |
| 3    | Chris Froome   | Team Sky | a 35"     |

## Classifiche finali

### Classifica generale - Maglia gialla
| Pos. | Corridore       | Squadra       | Tempo     |
| ---- | --------------- | ------------- | --------- |
| 1    | Il'nur Zakarin  | Katusha       | 18h36'30" |
| 2    | Simon Špilak    | Katusha       | a 17"     |
| 3    | Chris Froome    | Team Sky      | a 35"     |
| 4    | Thibaut Pinot   | FDJ           | a 49"     |
| 5    | Rigoberto Urán  | Etixx         | a 1'20"   |
| 6    | Simon Yates     | Orica-GreenE. | a 1'21"   |
| 7    | Rafał Majka     | Tinkoff-Saxo  | a 1'24"   |
| 8    | Nairo Quintana  | Movistar      | a 1'42"   |
| 9    | Romain Bardet   | AG2R La M.    | a 1'43"   |
| 10   | Vincenzo Nibali | Astana        | a 1'54"   |

### Classifica scalatori - Maglia rosa
| Pos. | Corridore      | Squadra    | Punti |
| ---- | -------------- | ---------- | ----- |
| 1    | Maksim Bel'kov | Katusha    | 59    |
| 2    | Nairo Quintana | Movistar   | 22    |
| 3    | Jan Bakelants  | AG2R La M. | 17    |

### Classifica sprint - Maglia verde
| Pos. | Corridore        | Squadra     | Punti |
| ---- | ---------------- | ----------- | ----- |
| 1    | Maksim Bel'kov   | Katusha     | 15    |
| 2    | Jonathan Fumeaux | IAM Cycling | 12    |
| 3    | Bryan Nauleau    | Europcar    | 9     |

### Classifica giovani - Maglia bianca
| Pos. | Corridore      | Squadra       | Tempo     |
| ---- | -------------- | ------------- | --------- |
| 1    | Thibaut Pinot  | FDJ           | 18h37'19" |
| 2    | Simon Yates    | Orica-GreenE. | a 32"     |
| 3    | Nairo Quintana | Movistar      | a 52"     |

### Classifica a squadre
| Pos. | Squadra         | Tempo     |
| ---- | --------------- | --------- |
| 1    | Team Katusha    | 55h08'54" |
| 2    | Astana Pro Team | a 4'19"   |
| 3    | Tinkoff-Saxo    | a 7'56"   |

## Punteggi UCI
| Pos. | Corridore            | Squadra       | Punti |
| ---- | -------------------- | ------------- | ----- |
| 1    | Il'nur Zakarin       | Katusha       | 106   |
| 2    | Simon Špilak         | Katusha       | 85    |
| 3    | Chris Froome         | Team Sky      | 70    |
| 4    | Thibaut Pinot        | FDJ           | 66    |
| 5    | Rigoberto Urán       | Etixx         | 50    |
| 6    | Simon Yates          | Orica-GreenE. | 40    |
| 7    | Rafał Majka          | Tinkoff-Saxo  | 30    |
| 8    | Nairo Quintana       | Movistar      | 21    |
| 9    | Michael Albasini     | Orica-GreenE. | 12    |
| 9    | Romain Bardet        | AG2R La M.    | 12    |
| 11   | Tony Martin          | Etixx         | 7     |
| 12   | Julian Alaphilippe   | Etixx         | 6     |
| 12   | Stefan Küng          | BMC Racing    | 6     |
| 14   | Jan Bakelants        | AG2R La M.    | 4     |
| 14   | Jarlinson Pantano    | IAM Cycling   | 4     |
| 16   | Damiano Caruso       | BMC Racing    | 2     |
| 16   | Bert-Jan Lindeman    | Lotto NL      | 2     |
| 16   | Rui Costa            | Lampre-Merida | 2     |
| 19   | Rohan Dennis         | BMC Racing    | 1     |
| 19   | Simon Gerrans        | Orica-GreenE. | 1     |
| 19   | Nathan Haas          | Cannondale    | 1     |
| 19   | Gianni Meersman      | Etixx         | 1     |
| 19   | Jurgen Van D. Broeck | Lotto-Soudal  | 1     |

| Pos. | Squadra                | Punti |
| ---- | ---------------------- | ----- |
| 1    | Team Katusha           | 191   |
| 2    | Team Sky               | 70    |
| 3    | FDJ                    | 66    |
| 4    | Etixx-Quick Step       | 64    |
| 5    | Orica-GreenEDGE        | 53    |
| 6    | Tinkoff-Saxo           | 30    |
| 7    | Movistar Team          | 21    |
| 8    | AG2R La Mondiale       | 16    |
| 9    | BMC Racing Team        | 9     |
| 10   | Astana Pro Team        | 4     |
| 10   | IAM Cycling            | 4     |
| 12   | Lampre-Merida          | 2     |
| 12   | Team Lotto NL-Jumbo    | 2     |
| 14   | Team Cannondale-Garmin | 1     |
| 14   | Lotto-Soudal           | 1     |

| Pos. | Nazione       | Punti |
| ---- | ------------- | ----- |
| 1    | Gran Bretagna | 110   |
| 2    | Russia        | 106   |
| 3    | Slovenia      | 85    |
| 4    | Francia       | 84    |
| 5    | Colombia      | 75    |
| 6    | Polonia       | 30    |
| 7    | Svizzera      | 18    |
| 8    | Germania      | 7     |
| 9    | Italia        | 6     |
| 9    | Belgio        | 6     |
| 11   | Australia     | 3     |
| 12   | Portogallo    | 2     |
| 12   | Paesi Bassi   | 2     |